# ریاژسک
شهر ریاژسک (به روسی: Ряжск) در کشور روسیه و در اوبلاست ریازان واقع شده‌است.